# أزمة موردي الغاز الطبيعي في المملكة المتحدة 2021

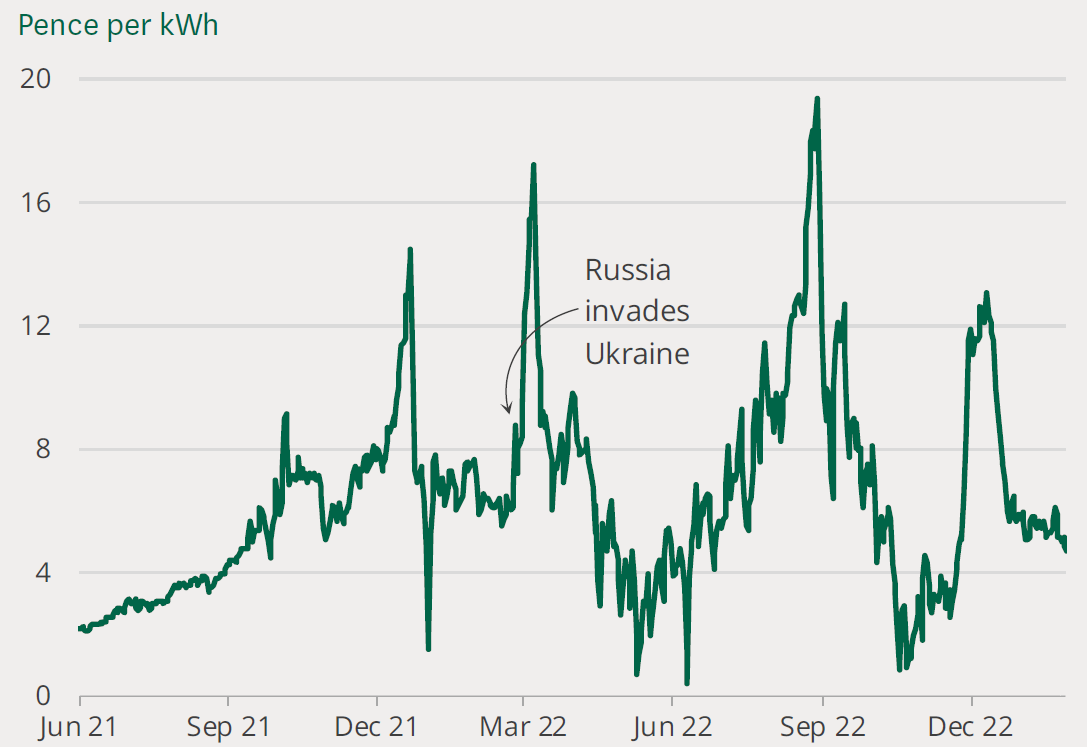
رسم بياني لسعر الجملة الفوري للغاز الطبيعي في المملكة المتحدة.

أزمة موردي الغاز الطبيعي في المملكة المتحدة 2021 ابتداءً من أغسطس 2021 بدأت أسعار الغاز الطبيعي بالجملة الأوروبية المرتفعة في التأثير بشدة على المملكة المتحدة. بسبب مجموعة من الظروف غير المواتية والتي تضمنت ارتفاع الطلب على الغاز في آسيا، وتناقص إمداداتها من روسيا إلى الأسواق الأوروبية وانخفاض المخزونات وسلسلة من الأعطال في مختلف المرافق الكهربائية، واجهت المملكة المتحدة زيادات حادة في أسعار الغاز.
أثرت الأزمة على المستهلكين وشركات المرافق والشركات التي تعتمد على استخدام ثاني أكسيد الكربون والأمونيا وقد تأثرت جميعها. تسببت الأزمة في توقف بعض الموردين المحليين الأصغر في المملكة المتحدة عن العمل، مما أثر على ما يقرب من مليوني مستهلك اعتبارًا من 14 أكتوبر 2021.

## الأسباب
كان السبب الرئيسي لارتفاع الأسعار هو ارتفاع أسعار الجملة للغاز الطبيعي في جميع أنحاء العالم. يغطي العرض المحلي حوالي 40٪ فقط من احتياجات المملكة المتحدة، بينما يتم استيراد الباقي من الدول المجاورة مثل النرويج وهولندا، وأبعد من ذلك في قطر والولايات المتحدة، وتورد روسيا حوالي 5٪ من احتياجات المملكة المتحدة. في سوق المملكة المتحدة ارتفعت أسعار الغاز بنسبة 250٪ بين يناير وسبتمبر 2021، مع ارتفاع بنسبة 70٪ في شهر أغسطس وحده. كانت الزيادة في الأسعار بسبب الارتفاع العالمي في الطلب حيث خرج العالم من الركود الاقتصادي الناجم عن كوفيد 19، لا سيما بسبب الطلب القوي على الطاقة في آسيا.
تزود روسيا عادة 40٪ -50٪ من استهلاك الاتحاد الأوروبي، بينما تغطي واردات الجزائر والنرويج والغاز الطبيعي المسال معظم الباقي. زودت روسيا أوروبا بكميات أقل من المعتاد، فقد زودت الغاز وفقًا لعقود طويلة الأجل، لكنها لم تقدم غازًا إضافيًا في السوق الفورية. ذكرت وحدة المعلومات الاقتصادية أن روسيا لديها حاليًا قدرة محدودة على تصدير الغاز الإضافي بسبب المتطلبات المحلية المرتفعة مع اقتراب الإنتاج من ذروته، فضلاً عن المشكلات الفنية.
كانت الظروف الجوية أيضًا غير مواتية لبريطانيا: أدى الشتاء البارد 2020/21 في المملكة المتحدة إلى استخدام المزيد من الغاز الطبيعي للتدفئة المركزية أكثر من المعتاد مما أدى إلى استنفاد المخزونات، والتي تفاقمت بسبب متطلبات الغاز الإضافية للكهرباء توليد الكهرباء خلال صيف 2021 بسبب سلسلة من انقطاعات الطاقة النووية، والإغلاق في أعقاب حريق في الربط البيني عبر القنوات الذي يجلب الكهرباء من فرنسا، وكذلك إغلاق منشأة التخزين الخشنة، مما جعل من المستحيل على بريطانيا الحفاظ عليها لفترة طويلة. تضاعف هذا في المملكة المتحدة من خلال أحد أقل فصول الصيف عاصفة منذ عام 1961، مما تسبب في انخفاض توليد طاقة الرياح عن المعتاد.
قامت العديد من شركات الغاز ببيع عقود تعريفة ثابتة السعر للمستهلكين لمدة محددة على سبيل المثال. لكنهم فشلوا في التحوط إلى الأمام بشكل كاف ضد ارتفاع أسعار الغاز بالجملة في المستقبل، لذلك كانوا يواجهون خسائر كبيرة في عقود السعر الثابت هذه. بالإضافة إلى ذلك يُسمح للقيود القانونية المفروضة على الحد الأقصى للتعريفة العادية لشركات الغاز بفرض رسوم على المستهلكين مما يعني أن هذا الارتفاع في الأسعار لا يمكن نقله بالكامل إلى هؤلاء العملاء. وكانت النتيجة أنه ابتداءً من سبتمبر 2021، توقفت بعض شركات إمدادات الغاز الأصغر عن العمل بسبب الإفلاس.

## استجابة الحكومة
قال وزير الطاقة كواسي كوارتنج إنه «ليس هناك شك في إطفاء الأنوار، أو عدم قدرة الناس على تدفئة منازلهم، لن يكون هناك أسبوع عمل لمدة ثلاثة أيام، أو عودة إلى السبعينيات». كما قال كارتنغ أن «الحكومة لن تنقذ الشركات الفاشلة. لن تكون هناك مكافآت على الفشل أو سوء الإدارة».
قال رئيس الوزراء بوريس جونسون إن ارتفاع أسعار الطاقة كان مشكلة «قصيرة المدى» سببها «عودة الاقتصاد العالمي إلى الحياة» بعد ركود كوفيد -19.